# Yvonne Meusburger
Yvonne Meusburger (Dornbirn, 3 oktober 1983) is een voormalig professioneel tennisspeelster uit Oostenrijk. Meusburger begon met tennis toen zij acht jaar oud was. Haar favoriete ondergrond is gravel. Zij speelt rechtshandig en heeft een tweehandige backhand. Zij was actief in het proftennis van 1999 tot en met 2014.

## Biografie

### Enkelspel
Sinds haar profdebuut in 1999 is het Meusburger één keer gelukt om een WTA-toernooi te winnen. Zij won het toernooi van Bad Gastein in 2013 door in de finale de Tsjechische Andrea Hlaváčková te verslaan. In 2007 bereikte zij al eens de finale van het toernooi van Bad Gastein, die zij verloor van de Italiaanse Francesca Schiavone. Daarnaast bereikte zij in 2013 de finale van het toernooi van Boedapest, die zij verloor van de Roemeense Simona Halep.
In het ITF-circuit won Meusburger vijftien toernooien in het enkelspel.
Haar beste resultaat op de grandslamtoernooien is het bereiken van de derde ronde op de Australian Open 2014.
Haar hoogste notering op de WTA-ranglijst in het enkelspel is nummer 37, die zij bereikte in maart 2014.

### Dubbelspel
In het ITF-circuit won Meusburger negen toernooien in het dubbelspel. Op de WTA-tour slaagde zij er niet in om een finale te bereiken. Zij nam deel aan alle vier grandslamtoernooien, maar kwam nooit voorbij de eerste ronde.
Haar hoogste notering op de WTA-ranglijst in het dubbelspel is nummer 104, die zij bereikte in augustus 2010.

## Posities op deWTA-ranglijst
Positie per einde seizoen:
| jaartal | ranking enkelspel | ranking dubbelspel |
| ------- | ----------------- | ------------------ |
| 2013    | 50                | –                  |
| 2012    | 129               | 733                |
| 2011    | 136               | 203                |
| 2010    | 94                | 126                |
| 2009    | 117               | 140                |
| 2008    | 100               | 390                |
| 2007    | 61                | 223                |
| 2006    | 170               | 494                |
| 2005    | 149               | 749                |
| 2004    | 172               | 335                |
| 2003    | 260               | 309                |
| 2002    | 347               | 741                |
| 2001    | 662               | –                  |
| 2000    | 910               | –                  |

## Palmares
| Legenda                | Legenda                  |
| ---------------------- | ------------------------ |
| Grandslamtoernooi      |                          |
| Olympische Spelen      |                          |
| Year-End Championships |                          |
| tot 2009               | 2009 – 2020 / vanaf 2021 |
| Tier I                 | Premier Mandatory        |
| Tier II                | Premier Five / WTA 1000  |
| Tier III               | Premier / WTA 500        |
| Tier IV & V            | International / WTA 250  |
|                        | Challenger / WTA 125     |

### WTA-finaleplaatsen enkelspel
| nr.              | finaledatum | toernooi        | ondergrond | tegenstandster      | score         |         |
| ---------------- | ----------- | --------------- | ---------- | ------------------- | ------------- | ------- |
| Gewonnen finales |             |                 |            |                     |               |         |
| 1.               | 2013-07-21  | WTA Bad Gastein | gravel     | Andrea Hlaváčková   | 7-5, 6-2      | details |
| Verloren finales |             |                 |            |                     |               |         |
| 1.               | 2007-07-29  | WTA Bad Gastein | gravel     | Francesca Schiavone | 1-6, 4-6      | details |
| 2.               | 2013-07-14  | WTA Boedapest   | gravel     | Simona Halep        | 3-6, 7-6, 1-6 | details |

### Gewonnen ITF-toernooien enkelspel
| nr. | finaledatum | toernooi             | dotatie | tegenstandster in finale | score         |
| --- | ----------- | -------------------- | ------- | ------------------------ | ------------- |
| 1.  | 2003-09-21  | Sunderland           | $10.000 | Hanna Nooni              | 4-6, 6-3, 6-1 |
| 2.  | 2004-09-05  | Balasjicha           | $25.000 | Anastasija Jakimava      | 6-3, 6-7, 6-0 |
| 3.  | 2004-11-07  | Sint-Katelijne-Waver | $25.000 | Selima Sfar              | 6-4, 6-3      |
| 4.  | 2005-03-27  | San Luis Potosi      | $25.000 | Kira Nagy                | 7-5, 5-7, 6-3 |
| 5.  | 2005-04-10  | Coatzacoalcos        | $25.000 | Shiho Hisamatsu          | 3-6, 6-4, 6-3 |
| 6.  | 2006-11-19  | Mexico-Stad          | $25.000 | Carmen Klaschka          | 6-3, 6-4      |
| 7.  | 2006-11-26  | Puebla               | $25.000 | Maria Abramović          | 6-4, 6-2      |
| 8.  | 2007-02-18  | Biberach             | $25.000 | Martina Pavelec          | 7-6, 4-6, 7-5 |
| 9.  | 2007-04-01  | Latina               | $50.000 | Caroline Wozniacki       | 7-5, 4-6, 6-3 |
| 10. | 2009-08-09  | Hechingen            | $25.000 | Johanna Larsson          | 5-7, 7-5, 6-2 |
| 11. | 2009-08-16  | Trnava               | $25.000 | Sandra Záhlavová         | 7-6, 7-5      |
| 12. | 2011-08-07  | Trnava               | $50.000 | Elitsa Kostova           | 0-6, 6-2, 6-0 |
| 13. | 2013-04-13  | La Marsa             | $25.000 | Viktorija Kan            | 6-3, 6-4      |
| 14. | 2013-05-05  | Wiesbaden            | $25.000 | Sharon Fichman           | 5-7, 6-4, 6-1 |
| 15. | 2013-06-02  | Grado                | $25.000 | Katarzyna Piter          | 6-2, 6-7, 6-3 |

### Gewonnen ITF-toernooien dubbelspel
| nr. | finaledatum | toernooi      | dotatie  | partner          | tegenstandsters in finale                | score             |
| --- | ----------- | ------------- | -------- | ---------------- | ---------------------------------------- | ----------------- |
| 1.  | 2003-08-17  | Oulu          | $10.000  | Nicole Melsch    | Kateryna Bondarenko Irina Kuzmina        | 6-3, 4-6, 6-1     |
| 2.  | 2006-09-16  | Innsbruck     | $10.000  | Patricia Mayr    | Hana Birnerová Zuzana Zálabská           | 6-3, 6-3          |
| 3.  | 2007-04-07  | Dinan         | $75.000  | Angelique Kerber | Stéphanie Foretz Aurélie Védy            | 6-4, 6-7, 6-2     |
| 4.  | 2009-07-19  | Contrexéville | $50.000  | Kathrin Wörle    | Stéphanie Cohen-Aloro Pauline Parmentier | 6-2, 6-2          |
| 5.  | 2009-08-09  | Hechingen     | $25.000  | Jasmin Wöhr      | Erica Krauth Hanna Nooni                 | 6-2, 7-6          |
| 6.  | 2009-09-25  | Shrewsbury    | $75.000  | Kristina Barrois | Johanna Larsson Anna Smith               | 3-6, 6-4 10-7     |
| 7.  | 2010-06-13  | Marseille     | $100.000 | Johanna Larsson  | Stéphanie Cohen-Aloro Aurélie Védy       | 6-4, 6-2          |
| 8.  | 2011-08-27  | Bronx         | $100.000 | Kristina Barrois | Natalie Grandin Abigail Spears           | 1-6, 6-4, [15-13] |
| 9.  | 2011-04-30  | Chiasso       | $25.000  | Kathrin Wörle    | Claire Feuerstein Anaïs Laurendon        | 6-3, 6-3          |

## Prestatietabel grandslamtoernooien
| Legenda | Legenda                          |
| ------- | -------------------------------- |
| g.t.    | geen toernooi gehouden           |
| l.c.    | lagere categorie                 |
| –       | niet deelgenomen                 |
| G       | uitgeschakeld in de groepsfase   |
| 1R      | uitgeschakeld in de eerste ronde |
| 2R      | uitgeschakeld in de tweede ronde |
| 3R      | uitgeschakeld in de derde ronde  |
| 4R      | uitgeschakeld in de vierde ronde |
| KF      | uitgeschakeld in de kwartfinale  |
| HF      | uitgeschakeld in de halve finale |
| F       | de finale verloren               |
| W       | het toernooi gewonnen            |
| w-v     | winst/verlies-balans             |

### Enkelspel
| Toernooi        | 2005 | 2006 | 2007 | 2008 | 2009 | 2010 |    | 2013 | 2014 |
| --------------- | ---- | ---- | ---- | ---- | ---- | ---- | -- | ---- | ---- |
| Australian Open | –    | 1R   | –    | 2R   | 1R   | 2R   | –  | 3R   |      |
| Roland Garros   | 1R   | –    | 1R   | 1R   | 1R   | 2R   | –  | 2R   |      |
| Wimbledon       | –    | –    | 2R   | 1R   | –    | 1R   | 1R | 2R   |      |
| US Open         | –    | –    | 1R   | 2R   | 1R   | 2R   | 1R | 1R   |      |

### Vrouwendubbelspel
| Toernooi        | 2007 | 2008 |    | 2013 | 2014 |
| --------------- | ---- | ---- | -- | ---- | ---- |
| Australian Open | –    | 1R   | –  | 1R   |      |
| Roland Garros   | –    | –    | –  | 1R   |      |
| Wimbledon       | –    | –    | –  | 1R   |      |
| US Open         | 1R   | –    | 1R | 1R   |      |